# Académie internationale des sciences et techniques du sport
 (juin 2023).
Si vous disposez d'ouvrages ou d'articles de référence ou si vous connaissez des sites web de qualité traitant du thème abordé ici, merci de compléter l'article en donnant les références utiles à sa vérifiabilité et en les liant à la section « Notes et références ».
L'Académie internationale des sciences et techniques du sport (AISTS) est une fondation d'éducation et de recherche appliquée dans le domaine du sport.
L'Académie est basée à Lausanne, en Suisse, la capitale olympique. Chaque année, l'AISTS propose plus de 900 heures de formation continue, d'ateliers, de séminaires et de projets à l'industrie du sport. L'AISTS s'engage à professionnaliser la gestion du sport par le biais de la formation continue, de la recherche appliquée et du conseil, ainsi qu'une plate-forme engageante pour les connexions avec l'industrie. Son Master d'études avancées en administration et technologie du sport (MAS) est classé numéro 1 programme de master en management du sport dans le monde (Eduniversal 2015 - 2021).

## Présentation
L'Académie internationale des sciences et technologies du sport se concentre sur la gestion du sport dans le monde entier en proposant des programmes de gestion du sport par le biais de programmes d'études supérieures, de formation et de séminaires professionnelle continue, ainsi que de recherche appliquée  et de conseil dans le sport.
La mission de l'AISTS est d'appliquer les connaissances à l'étude du sport, en incorporant les disciplines de la gestion et de l'économie, de la technologie, de la médecine, du droit et de la sociologie. L'AISTS soutient l'innovation sportive, le transfert technologique et le développement des entreprises.
Les activités de l'académie reposent sur trois piliers : la formation postdoctorale, la formation continue et la recherche
L'un des principaux services de l'académie est son Master d'études avancées en administration et technologie du sport (MAS) : un programme de master de 15 mois formant des cadres du sport.
L'académie organise également des séminaires de formation continue dans le domaine du management du sport dont le « Séminaire de gestion et d'organisation d'événements sportifs» (SEMOS), et le « Module ouvert de sport et d'événements durables» (SSE). Enfin, l'AISTS propose des conférences sur la gestion des risques sur divers sujets, notamment les risques de sécurité lors d'événements sportifs et les commotions pour les instances dirigeantes du sport international.
En 2021, l'AISTS a lancé 2 nouveaux programmes en Inde, visant à accroître la sensibilisation au sport et à préparer les étudiants indiens à travailler dans l'industrie sportive locale et internationale.
L'AISTS est constituée en fondation (art. 80ss, droit suisse), par un réseau des membres fondateurs suivants : le Comité international olympique, l'Institut international pour le développement de la gestion, l'École Polytechnique Fédérale de Lausanne, l'Université de Lausanne, l'Université de Genève, l'École hôtelière de Lausanne et le canton de Vaud.

## Histoire
L'AISTS a été fondée en 2000 par le Comité International Olympique (CIO), l'École Polytechnique Fédérale de Lausanne (EPFL), l'International Institute for Management Development, l'Université de Lausanne, l'Université de Genève, l'Institut de hautes études en administration publique (IDHEAP), l'École hôtelière de Lausanne (EHL), la Ville de Lausanne et le canton de Vaud.